# ウィキペディアのモバイルアプリケーション一覧
ウィキペディアのモバイルアプリケーション一覧（ウィキペディアのモバイルアプリケーションいちらん）とは、携帯機器向けオペレーティングシステムでウィキペディアを閲覧するためのアプリケーションソフトウェアの一覧である。
ウィキメディア財団が配布している公式アプリケーションは現在Android・iOS・Firefox OS・Windows 8に対応している。この他に財団以外の開発者が配布する非公式アプリケーションがある。

## 公式アプリケーション
ウィキペディアを閲覧するための公式アプリケーションはウィキメディア財団が開発している。現在Android、Firefox OS、iOS、Windowsに対応している。

### 機能
- 今日
- おまかせ表示
- 付近
- 最近閲覧した記事
- 保存したページ
- 検索
- 画像をシェア
- テキストとしてシェア

### 歴史
ウィキペディアのモバイル対応（Wikimedia Mobile）は2009年6月から始まり、2012年1月に最初の公式アプリケーション（Wikimedia Apps）を発表した。Android版に続いて4月にはiOS版を発表し、10月にはWindows 8とWindows RTタブレット版を発表した。2013年7月版からは編集が出来るようになり、翌年にはiOSにも編集機能がついた。2014年にはユーザーが現在位置に近い場所にジオタギングされた記事を探すことができるようになり、使用中の通信会社がWikipedia Zeroに対応しているか表示できるようになった。

### 開発体制
公式アプリケーションの開発はウィキメディア財団のWikimedia Appsチームが行っている。チームは合計12人で構成され、iOS（4人）・Android（3人）・スクラムマスター（1人）・プロダクトオーナー（1人）・UIデザイナー（2人）・品質アナリスト（1人）が居る。開発はアジャイルで行われており、スクラムが採用されている。公式アプリケーションはオープンソースであり、GitHubでAndroid版やiOS版、Firefox版、Windows 8版が公開されている。また開発者アクセスに登録すれば、開発に協力する事も出来る。

## 非公式アプリケーション
これらのアプリケーションも記事を表示することを主目的としている。特徴的な機能として記事の検索や、ブックマーク、共有、画像拡大がある。
- "Aard Dictionary" - 無料のクロスプラットフォーム(Android, Linux, Mac, Windows)オフライン辞書リーダー[13]
- "All Of Wikipedia - Offline" - Brilliant(ish) Softwareによる開発、配布[14]
- "Discover — Wikipedia in a Magazine" - Cooliris, Incによる開発、配布[15][16]
- "WikiNodes" - Institute for Dynamic Educational Advancement (IDEA)による開発、配布[17][18][19]
- "Articles" - Sophiestication Softwareによる開発、配布[20]
- Minipedia - Offline Encyclopedia - Minipediaによる開発、配布[21]
- Kiwix - ウィキペディアをオフラインで閲覧できる無料プログラム
- Random Wiki - ウィキペディアの記事をランダムで表示するフリーオープンソースアプリケーション[22]

## ウィキメディア財団のその他のアプリケーション
- ウィクショナリー[23] - Android版、iOS版
- ウィキメディア・コモンズ[24] - 2014年9月に開発終了[25]。
- Wiki Loves Monuments - 2012年に行われた写真コンテストの参加者向けに配布されたアプリケーション。文化遺産登録機関（英語版）が指定した近隣の文化遺産地図を表示したり、ウィキペディアに文化遺産の写真があるか示したり、カメラ付き端末からのアップロードを迅速かつ簡単に行えるようになっている[26]。

## 仕組み
ウェブブラウザと同じように記事をウェブサイトから読み込んで処理する物のほかに、MediaWikiのAPIを使用するアプリケーションもある。